# Aheri
Aheri és un dels quatre regnes ugbos de l'estat d'Ondo, situat al nord de Mahin. El títol reial és Maporure.
Les poblacions principals del regne són: Agbala Obi, Agbala Olope Meji, Agerige Zion, Aheri Camp, Ajebamidele, Akata, Ako Ira-Oba, Alape Junction, Araromi Sea-side, Enu-Ama, Idegbele, Idigbengbin, Igogun, Ihapen, Ilefunfun, Ipare, Ipepe, Mofehintokun, Okesiri, Olopo, Temidire, Ubalogun, Zion pepe.